# El Venado (Tumbes)
El Venado es una localidad peruana ubicada en el distrito de Tumbes, perteneciente a la provincia y el departamento homónimos, al norte del Perú. 

## Ubicación
El Venado se ubica al noreste de la provincia de Tumbes, en el distrito de Tumbes, en el departamento de Tumbes.

## Demografía
En 2017 El Venado tenía una población de 1 habitante.
| Gráfica de evolución demográfica de El Venado entre 1993 y 2017 |
|                                                                 |
| Fuentes: Población 1993 y 2017                                  |